# StúDió Veszprém Podcast
A StúDió Veszprém Podcast egy 2020 tavaszán indult csatorna, melynek alapító társszerkesztői dr. Dióssy László és Wéber László.
A podcast 2022-ben bejutott a Kamera Hungária Online Tartalomfesztivál döntőjébe.
A szerkesztők politikamentes műsorukban hangot adnak Veszprémnek és a Balaton-felvidéknek. Szlogenje: „Megkerülhetetlen emberek és történetek Veszprém, valamint a Balaton-felvidék első teljesítményalapú online talkshowjában!”
A StúDió Veszprém Podcast hétről-hétre, péntekenként jelentkezik új epizódokkal. A két szerkesztő 30-40 percen keresztül beszélget Veszprémhez vagy a Balatonhoz kötődő vendégeikkel, akik  elmesélik saját történeteiket, megosztják véleményüket könyvekről, kultúráról, gazdaságról és a közéletről. A csatorna egyfajta hangos kortárs enciklopédiát készít napjaink és a jövő értékkeresői számára.
A podcast indulásakor a műsor keretét Dióssy László címmel 2020-ban megjelent könyve adta. A kötetben megjelenő és a műsorban elhangzó sztorik Dióssy László közéleti pályafutása érdekes, szórakoztató, elgondolkodtató – a szélesebb közvélemény előtt nem ismert – eseményeit elevenítik fel Veszprémről. A történetmesélést a későbbiekben azok közreműködésével folytatták a szerkesztők, akik napjaink meghatározó, illetve új szereplői a város és a térség képének, identitásának és gazdaságának formálásában. A kezdetekkor még csak hangformátumban tették közzé a beszélgetéseket a közismert podcastfelületeken, majd 2020 decemberében már videós tartalomként is megosztották a felvételeket. Bár közügyekről szívesen beszélgetnek, a pártpolitika semmilyen formában nem jelenik meg műsorukban. A podcast sem állami, sem önkormányzati támogatást nem kap; üzemeltetését a szerkesztők mellett a veszprémi vállalkozásokból álló Patrónus Klub finanszírozza.
2022 nyarán a 100. epizódot Hajnal Csabával, a veszprémi kézilabdacsapat ügyvezetőjével ünnepelte a csatorna, ehhez az időközben médiapartnerükké vált Balaton Televízió és a Hotel Villa Medici biztosította a méltó körülményeket.
2024 júniusában a 200. epizóddal jelentkezett az addig 4000-nél is több Youtube-feliratkozót kiszolgáló műsorfolyam.  

A 2022-ben megjelent kötet

A podcast hozta el Veszprémbe és bonyolította le a nagy sikerű 100 szóban Veszprém irodalmi pályázatot 2022-ben. A chilei Plagio Fundacion partnerségével a világon első alkalommal valósult meg kisebb méretű városban a 100 szavas történetíró vetélkedés.  A podcast kiadásában illusztrált kötetben jelentek meg a mininovellák, illetve ezek felolvasásából önálló produkciókat tettek elérhetővé Youtube-csatornájukon.
64 szerző 78 történetén keresztül megismerhetővé válik Veszprém igazi hangulata, a város ízeiből kapnak kóstolót az olvasók. A szerzők között találunk többkötetes írókat, rendszeresen publikáló bloggereket, de többségükben olyan alkotók írásai olvashatók, akik először jelennek meg a széles nyilvánosság előtt. A legfiatalabb szerző 12, a legidősebb 84 éves.
Az európai kulturális fővárosi évad során (2023 végéig) minden héten újabb döntős történet hangzik el angolul, melyekhez a könyvben szereplő egyedi illusztrációk és veszprémi képek társulnak.

## A StúDió Veszprém beszélgetőtársai
- Abonyi János adattudós, rektor
- Ambrus Attila jégkorongozó, keramikus
- Arany Tímea énekes
- Arnóczky Noémi előadóművész
- Asztalos István középiskolai tanár, Veszprém egykori alpolgármestere
- Bakács Tibor Settenkedő, újságíró, kritikus, tévés személyiség
- Balatoni József, „Jocó bácsi”, tanár
- Barabás Árpád térkőgyár-tulajdonos
- Bárány László operatőr, rendező, a Bakony Csillagda vezetője
- Bándi Klára magántanár
- Bárdos Jenő egyetemi tanár
- Bárdos Sarolta borász, a Borászok Borásza 2024-ben
- Beh Mariann kertészmérnök, a Bazsalikomoskert alapítója
- Bertalan Gábor autós szakújságíró, blogger, az “Autósámán”
- Békefi Zsuzsanna nyugalmazott matematikatanár, grafológus
- Boross István főlevéltáros, igazgató (Veszprém Vármegyei Levéltár - Magyar Nemzeti Levéltár
- Bozóki András politológus, egyetemi tanár
- Bujdos Eszter, a holtankoljak.hu tulajdonosa
- Buvári Tamás filmrendező, producer
- Búzás Huba költő, nyugalmazott bíró
- Büky Dorottya kommunikációs szakember, tréner
- Cz. Nagy Zsófia jazz-énekes, basszusgitáros
- Csillag Zsolt egyetemi kancellár
- Csiszér Tamás designer
- Debreceny Zoltán festő
- Dervalics Róbert trombitás, a magyar Louis Armstrong
- Dési Ádám kriminológus
- Donát Tamás sport- és televíziós újságíró, író
- dr. Árvai Anita jogász, vegán étterem alapító-tulajdonos
- dr. Baglyas Péter munkaegészségügyi orvos
- dr. Balczár Lajos pszichiáter főorvos
- dr. Bálint Csaba jogász, zenei szakújságíró, a Magyar Rockmúzeum alapítója
- dr. Csapó Csilla ügyvéd, Békéltető Testületi elnök
- dr. Domokos Endre környezetmérnök, intézetvezető
- dr. Drexler Dóra növényorvos, kutató
- dr. Farkas Levente András ügyvéd, Tiktok-influencer
- dr. Heil Bálint erdőmérnök, a Soproni Egyetem dékánja
- dr. Hegedűs Tamás jogász, közigazgatási szakember, egykori köztársasági megbízott
- dr. Illésné Szilágyi Szilvia egészségügyi menedzser
- dr. Jordán Ferenc rendszerökológus, biológus
- dr. Kiszelyné Czibik Tünde táncpedagógus, mestertanár
- dr. Kovács Gáborján művészettörténész, zenész
- dr. Köves Béla urológus főorvos, a DoktorPlusz ügyvezetője
- dr. Kővári Edit egyetemi docens, menedzsment-szakértő
- dr. Liska Fanny marketing PHD, adjunktus
- dr. Lőrincz Katalin egyetemi docens, turisztikai szakértő
- Nyitrainé dr. Sárdy Diána borász, egyetemi tanár (MATE)
- dr. Magyarády Péter ügyvéd
- dr. Szántó Tamás radiológus főorvos
- Pálffy Géza történész professzor, a Szent Korona kutatócsoport vezetője
- Pressing Lajos buddhista pap, pszichológus
- dr. Pulai Judit reumatológus főorvos
- dr. Purda Zsuzsánna családjogász, gyermekjogi szakértő
- dr. Ságodi László orvos, kínai gyógyász, rockgitáros
- dr. Sebestyén József rektor, főiskolai tanár
- dr. Somlai János egyetemi docens, VI. dan tae kwon-do mester
- dr. Szentgyörgyi Szilárd nyelvész
- dr. Vajda Viktor mesterséges intelligencia-szakjogász
- dr. Vass László professor emeritus
- dr. Vándorfi Győző főorvos, magánklinika-alapító
- dr. Virányi Judit jogász, addiktológiai szakember
- dr. Zongor Gábor jogász, festő, közigazgatási szakember, a Veszprém Megyei Önkormányzat egykori elnöke
- Elbert Gábor, sport-coach
- Eszenyi László autóversenyző, vállalkozásfejlesztő
- Fabacsovics Zoltán Veszprém vármegye főépítésze
- Florián Bence luxusszappan-gyáros, közgazdász
- Forgács-Fábián Sára nonprofit startupper, “amigo”
- Friedler Magdolna orgonaművész, zenetanár, novellista, a 100 szóban Veszprém  irodalmi pályázat elsődíjasa
- Fülöp Júlia idegenvezető, turisztikai szakértő
- Filep Szilvia coworking szakértő, freelancer-tanácsadó
- Gaál Zsóka sakk nagymester (16 évesen)
- Gazsi Attila HR-szakértő, a VOSZ elnökhelyettese
- Géczi János József Attila díjas költő, író
- Geszti Margit impresszárió
- Gubás Tímea marketingstratéga
- Gubicza Fruzsina Blue Zone üzlettulajdonos
- Grüll Tibor ókortörténész, egyetemi tanár
- Gyulai Attila autodidakta festőművész
- H. Marton Júlia nömozgalmi aktivista, író, vegyész
- Hampuch Richárd podcast-producer
- Hajnal Csaba, Veszprém díszpolgára, sportvezető
- Harazin Tibor társasjáték-fejlesztő
- Hegyi Éva Mónika hipnoterapeuta
- Hegyeshalmi László festőművész, a Művészetek Háza nyugalmazott igazgatója
- Hernyák Tamás borász
- Ispán Dávid vegyész kutató, kémiatanár
- Jankovics Éva író
- Jankovits Barnabás városdíszítő, Neopaint-alapító
- Jásdi István borász
- Jákói Betty helytörténész, népdalénekes
- Juhász Borbála nőtörténész, gender-szakértő
- Karcagi Péter társasjáték-fejlesztő
- Kéri Márk egyetemista, Poket-közösségszervező
- Kilián László kulturális menedzser, a veszprémi Művészetek Háza szakmai igazgatója
- Kishalmi Tibor kertészmérnök, cégtulajdonos
- Kiss Balázs, olimpiai bajnok kalapácsvető
- Kiss-Dalmadi Mariann kineziológus, dietetikus
- Klausz Melinda marketinges
- Klesitz Eszter hr-manager, az Év Hr-vezetője (2023)
- Kocsis Fecó harvardi diák, élsportoló
- Koltai Róbert színművész
- Korbély Emma gimnazista, ifjúsági díjas novellista
- Kolozsvári Zuzsi marketing személyi edző
- Kovács Attila naperőmű-szakértő
- Kovács Attila zeneszerző
- Kovács Tamás csopaki borász
- Kovács Zsófi tekeresvölgyi sajtkészítő, kertészmérnök
- Kováts Péter, a veszprémi Mendelssohn Kamarazenekar alapító zenekarvezetője, zenetanár
- Kóródi Anikó operaénekes, operett-primadonna
- Krámer György balettművész, koreográfus
- Kulcsár Teodóra tanár, mentalcafe-blogger
- Kuszi Péter kerékpárkereskedés-tulajdonos
- Kutas Bendegúz agrárinformatikai szakértő
- Kürti Tom stratéga, szervezetfejlesztő
- Kürthy Attila műszaki menedzser
- Lámpi Ferenc közgazdász, befektetési tanácsadó
- Lengyel László zöld-startupper, politológus
- Lékai-Kiss Ramóna műsorvezető
- Likó Marcell zenész, Vad Fruttik zenekar
- Lipp Adrienn lovasvadász, író
- Mazák György, Veszprém egykori alpolgármestere
- Márkusné Vörös Hajnalka főlevéltáros, a Magyar Kultúra Lovagja (2024(
- Máté Kristóf állatjogi aktivista
- Máté P. Gábor színész, rendező
- Mesterházy Ákos DJ, zenei producer
- Mészáros Márk bútoráruház-tulajdonos
- Mészáros Mira bútoráruház-tulajdonos
- Mészáros Zoltán, a VeszprémFest létrehozója és igazgatója
- Mező Mihály zenész
- Molnár László operatőr, frónpilóta
- Mohai Marietta énekes, életrajzíró
- Molnár Sándor antikvárius
- Molnár Szabolcs szervezetfejlesztő
- Nagy Kálmán filmrendező, forgatókönyvíró
- Nagy Klaudia fejlesztőmérnök, Bemer-terapeuta
- Nagy Krisztina drámapedagógus
- Nagy Zsolt kereskedelmi igazgató, vitaminszakértő
- Nagyné Czuri Eszter kiválasztási specialista
- Nehéz János Michael ügyvezető, robotkertészeti-specialista
- Novák Péter kultúrmunkás, zenész
- Nyárádi Natália kreatív parfümőr
- Oravetz Dániel festő, mentalcafe-blogger
- Orsós Károly rendőr őrnagy
- Őrsi Ágnes újságíró
- Palásti Máté gitárművész
- Pátkai Ádám Sándor régész
- Peretsényi Dániel közgazdász, zöldipari vállalkozó
- Perlaki Róbert díszlettervező
- Pintér József baleseti helyszínelő
- Plantek Lea kommunikációs szakértő, FAO
- Podolskaya Viktória balettművész, balett-tanár
- Porkoláb Eszter granola-startupper
- Praznovszky Mihály irodalomtörténész, a Petőfi Irodalmi Múzeum egykori igazgatója
- Pribojszki Mátyás zenész
- Prieger Zsolt zenész, tanár
- Rábai Balázs televíziós újságíró
- rádóczy Andrea szállodatulajdonos-igazgató
- Réti Ildikó TRX-oktató, vegyész
- Robozné Erődi Ildikó élményfestő
- Ruppert Tamás kutató, fényképészkör-alapító
- Rybár Olivér tanár, Cholnoky-kutató
- Schindler Anikó senior életvitel-segítő
- Schmidt Kiara gimnazista, Poket-közösségszervező
- Schmidtné Kositzky Anett közművelődési szakember, a Füredkult igazgatója
- Simon Sándor nyugalmazott harcihelikopter-ezredparancsnok
- Somody Zsuzsa televíziós szerkesztő, műsorvezető
- Stampf Kriszta arcolvasó
- Streit Kriszti torta-és desszertspecialista
- Strommer Soma egyetemista, a Ninja Warrior-győztese, sportmászó (builder)
- Stúber Gyöngyi hastánc-oktató
- Stupián Anikó klubvezető, atlétaedző
- Máté Szabolcs rapper, Sub Bass Monster
- Sümegi Elemér hangszerkészítő
- Szalai Sándor állatjogi aktivista
- Szálinger Balázs költő
- Szelle Dávid színművész, rendező
- Szirbek András közgazdász
- Tamás Péter vízimalom-tulajdonos
- Toma-Györfi Natália állatjogi aktivista
- Tornai Tamás somlói bortermelő, nagyvállalkozó
- Tornyos Balázs privát séf, BBQ-specialista
- Török András művekődéstörténész
- Töttős Gábor történelem-latin szakos tanár
- Trokán Péter színművész
- Unger Tamás a Somlói Borrend  elnök-nagymestere
- Urbex Gyula videós felfedező
- Vajda Alexandra divattervező, festő
- Valcsicsák Zoltán a Magyar-Bhutáni Baráti Társaság elnöke
- Varga Szabolcs privátbankár
- Varsádi László borász
- Vándorfi László színiigazgató, rendező, színművész
- Vékony Judith változásmenedzser, coach
- Véh Balázs nyelviskola-tulajdonos, szabadulószoba-fejlesztő
- Vida Szilvia gyógytornászt
- Von Bartheldné Ábri Judit mestercoach, Freddie Mercury magyartanára
- Zádor Tamás médiaművész, fényfestő
- Zákonyi Botond szakújságíró, író, balatoni horgász
- Zimonyi Máté képeslapgyűjtő, idegenforgalmi szakember
- Zolcer János dokumentumfilmes, író
- Zsiga Henrik író, íróképző

## További hivatkozások
Platformok, ahol elérhető a podcast
- Spotify
- Soundcloud
- Apple Podcasts
- Google Podcast
- YouTube
- Facebook
- Instagram
- TikTok

Az ötletadó könyv
- Dióssy László: 77 történet dióhéjban

100 szóban Veszprém
- Hivatalos oldal
- 100 szóban Veszprém playlist a YouTube-on

## Recenzió
Kellei György: Elkötelezett vallomások (VEOL 2023.03.28.) 